# Роберт Кардашијан
Роберт Џорџ Кардашијан (енгл. Robert George Kardashian; Лос Анђелес, 22. фебруар 1944 — Лос Анђелес, 30. септембар 2003) био је амерички адвокат и предузетник. Стекао је признање као пријатељ и бранилац О. Џ. Симпсона током суђења за које се теретио Симпсон 1995. године. Имао је четворо деце са својом првом супругом, Крис Кардашијан (девојачко Хотон, касније Џенер): Кортни, Ким, Клои и Роба, који су познати по својој породичној ријалити-телевизијској серији У корак са Кардашијанима и њеним спинофовима.

## Болест и смрт
Кардашијану је дијагностикован рак једњака у јулу 2003. године. Умро је два месеца касније, 30. септембра 2003, у свом дому у Лос Анђелесу, у 59. години, а сахрањен је на гробљу Инглвуд парк.